# Тратуро (Кјети)
Тратуро (итал. Tratturo) је насеље у Италији у округу Кјети, региону Абруцо.
Према процени из 2011. у насељу је живело 50 становника. Насеље се налази на надморској висини од 244 м.